# Longwood (Sainte-Hélène)
Pour les articles homonymes, voir Longwood.
Longwood est l'un des huit districts de Sainte-Hélène faisant partie du Territoire britannique d'outre-mer de Sainte-Hélène, Ascension et Tristan da Cunha. Situé au nord et à l'est de l'île, son siège est la localité de Longwood.
Le district est historiquement réputé pour avoir été, sur l'île, le lieu de détention de Napoléon Ier à Longwood House.

## Géographie
Le district est situé sur la côte nord et est de l'île qui comprend une grande partie du plateau montagneux de l'île et constitue une des zones les plus venteuses et les moins exposées aux pluies de Sainte-Hélène. Le pic de Diana, point culminant de l'île à 818 mètres, est le tripoint des districts de Sandy Bay (sud-ouest), Levelwood (est) et de Longwood (nord).

## Histoire
Initialement, la zone de Longwood – située près de l'église Saint-Matthew – a été le lieu d'observation astronomique utilisé par Edmond Halley, de 1677 à 1678, grâce à la construction d'un télescope de 7,3 m de long pour l'étude des étoiles visibles depuis l'hémisphère sud. De retour en Angleterre, il publie son Catalogus Stellarum Australium (1679), le complète durant dix ans, et écrit également des traités de météorologie à la suite des observations faites à Longwood.
Après sa résidence durant deux mois au pavillon des Briars (situé dans le district d'Alarm Forest), Napoléon Ier fut contraint d'habiter à Longwood House durant son exil à Saint-Hélène de décembre 1815 à sa mort le 5 mai 1821. L'empereur fut enterré, non loin, dans la « vallée du Tombeau » (anciennement « vallée du Géranium ») jusqu'à son exhumation le 15 octobre 1840 et aux retour des cendres en France sur décision du roi Louis-Philippe.

## Économie

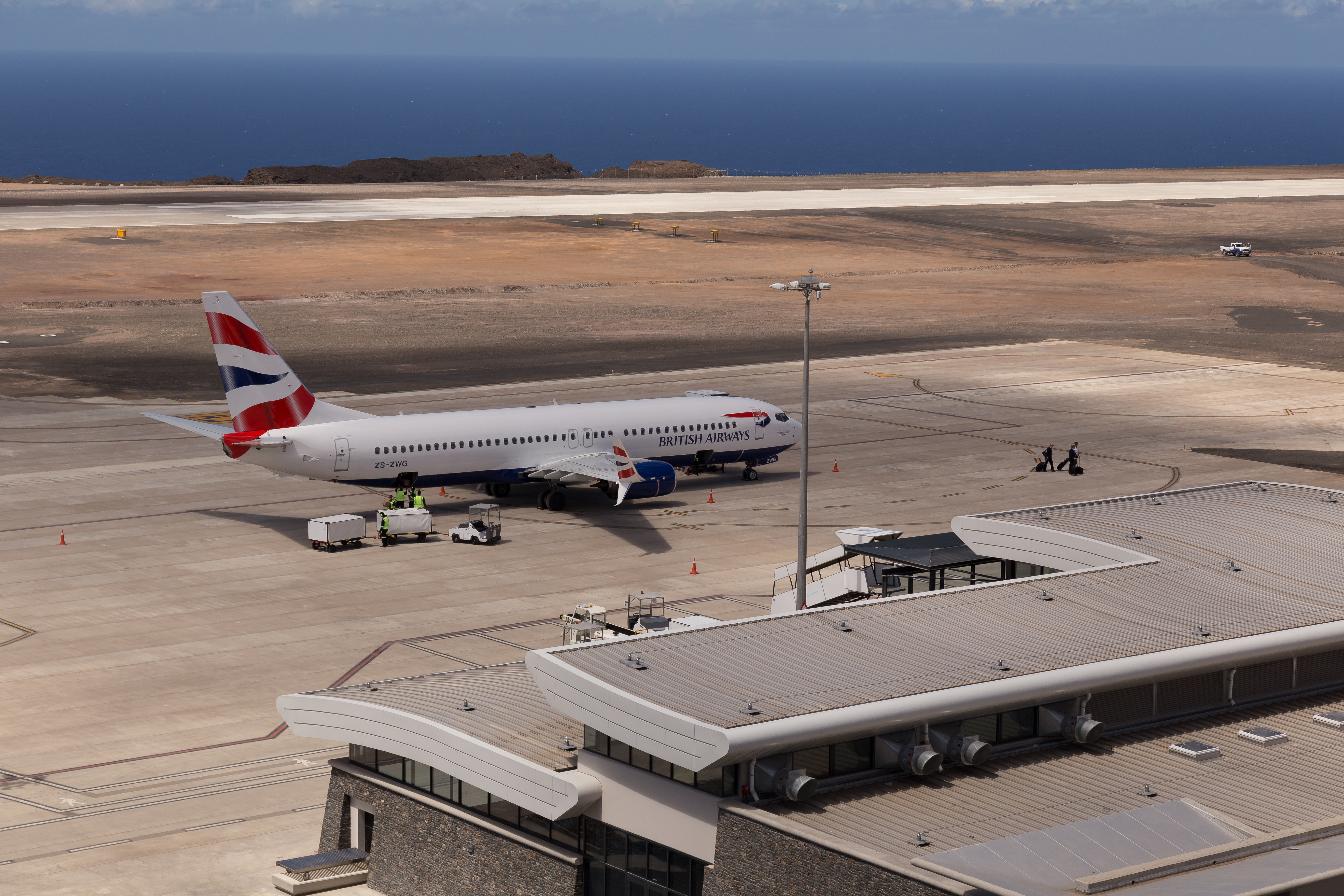
L'unique vol commercial réalisé, à ce jour, sur l'aéroport de Sainte-Hélène le 18 avril 2016.

Après de nombreuses années de discussions et d'études de faisabilité, il a été décidé que le territoire du district de Longwood serait le lieu de construction de l'aéroport de Sainte-Hélène – l'île n'étant accessible que par la mer –, finalement débutée en 2011 et complétée en 2015. Avec l'obtention de la certification en 2016, le premier vol commercial a eu lieu le 18 avril 2016 mais reste à ce jour l'unique réalisé en raison des conditions météorologiques considérées trop aléatoires et dangereuses, en raison du vent, par les autorités britanniques de l'aviation civile. Depuis, seuls des vols par jets privés ont été ponctuellement réalisés ainsi que des vols d'avions militaires de la Royal Air Force.

## Culture et patrimoine

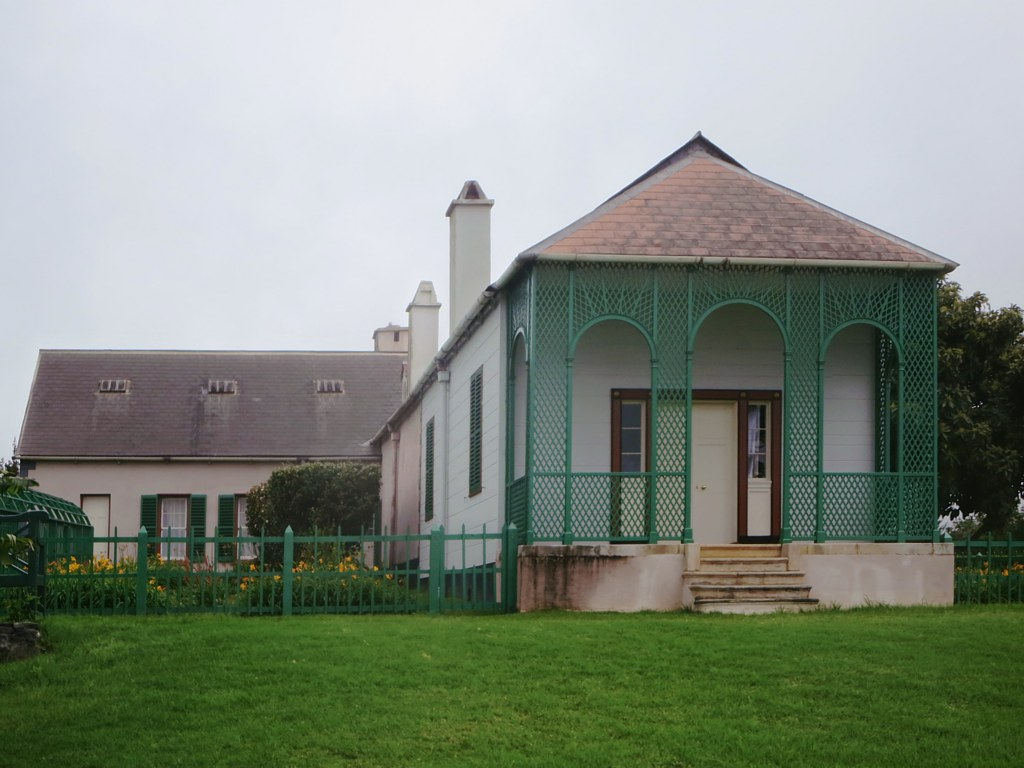
Longwood House en 2014.

Longwood House ainsi que le terrain qui accueille la vallée du Tombeau font, depuis 1858, partie des Domaines français de Sainte-Hélène administrés par le Ministère français des affaires étrangères.